# Endre Ságvári
Endre Spitzer (Budapest, 4 de novembre de 1913 - 27 de juliol de 1944), més conegut com a Endre Ságvári, va ser un advocat comunista i activista antifeixista hongarès.

## Biografia
Spitzer va néixer en una família jueva a Budapest. Es va interessar pel marxisme mentre era estudiant i es va unir al Partit Socialdemòcrata d'Hongria (MSZDP). El 1936 es va graduar a la Facultat de Dret de la Universitat Eötvös Loránd. El 1940, va deixar l'MSZDP per l'aleshores il·legal Partit Comunista Hongarès (MKP). A partir de la dècada del 1930, Ságvári va participar en l'organització de manifestacions contra la guerra, i després de l'ocupació alemanya de l'Operació Margalida durant la Segona Guerra Mundial, es va unir a la resistència clandestina. Finalment, Ságvári va ser localitzat per les autoritats, i el juliol de 1944 va ser envoltat per quatre gendarmes en un cafè de Budapest. Després de tirar la seva arma als gendarmes i ferir-ne tres d'ells, va morir tirotejat.
Durant els anys de la República Popular d'Hongria, Ságvári va ser destacat com un líder llegendari i màrtir de la causa antifeixista, i diversos carrers i institucions van rebre el seu nom, així com monuments erigits en la seva memòria. László Kristóf, un dels gendarmes implicats en l'assassinat de Ságvári, va ser detingut i condemnat a mort el 1959.
Després de la dissolució del comunisme, s'ha intentat retratar Ságvári com un criminal corrent, en lloc d'un màrtir antifeixista, i s'han rebatejat els carrers que portaven el seu nom i els monuments commemoratius s'han eliminat i enderrocat. L'any 2006 es va anul·lar la condemna de László Kristóf. Aquest procés ha estat criticat per l'oposició política a Hongria. Tamás Krausz, professor d'història de la Universitat Eötvös Loránd, va escriure que el revisionisme postcomunista «reflecteix una tendència més àmplia a l'est i centre d'Europa per a rehabilitar els qui van col·laborar amb els nazis i feixistes d'abans de la guerra, i criminalitzar els que s'hi resistien».